# 益田池
益田池（ますだいけ、ますだのいけ）は、大和国高市郡、現・奈良県橿原市にかつて存在したため池であり、現在は堤の一部以外消滅している。橿原ニュータウンがその跡地に建設された。

## 歴史
平安時代初期、弘仁13年（822年）より、高取川に堤防を築いて水の流れをせき止めて作られた巨大な灌漑用の貯水池であり、天長2年（825年）に完成した。

### 益田池碑銘
益田池の完成にともない、空海（宝亀5年〈774年〉 - 承和2年〈835年〉）が揮毫した碑文「大和州益田池碑銘幷序」によれば、藤原緒嗣と紀末成が旱魃（かんばつ）の備えと土地の開拓のために造池を計画し、間もなく許可を得ると着工された。その工事に人夫はもとより車や馬が数多く集まり無事竣工に至ったとされる。これは、弘仁12年（821年）に空海が改修した讃岐国（香川県）の満濃池の技法を取り入れた成果ともいわれる。ただし、益田池の工事に空海は直接携わってはおらず、代わりに弟子の真円らが取り組んでいる。

## 規模
現在の橿原市久米町から白橿町にかけて存在し、面積は40ヘクタール（0.4平方キロメートル）であったとされる。堤防は現在の鳥屋橋北から鳥坂神社まで長さ約200メートル、幅約30メートル（基底部幅約28m）、高さ約8メートル（約9.1m）であり、満水時の貯水量は140万トンから180万トンと推測されている。

### 益田池の堤
現在でも堤防の一部が益田池児童公園内に残っている。橿原考古学研究所附属博物館には、1961年（昭和36年）の川底改修の際に2か所で出土した木製の樋が保存展示されており、「益田池の堤 附樋管」として、1980年（昭和55年）3月28日、奈良県の指定文化財の史跡に指定されている。